# OhGr

ohGr este o formație synthpop compusă din Nivek Ogre de la Skinny Puppy, și Mark Walk.

## Discografie

### Albume de studio
| Detalii album                                                         | Poziții | Poziții            | Poziții   | Poziții                  | Poziții |
| Detalii album                                                         | US      | US Top Heatseekers | US D/ El. | iTunes Electronic Albums | DAC     |
| --------------------------------------------------------------------- | ------- | ------------------ | --------- | ------------------------ | ------- |
| Welt - Lansat: 20 martie 2001 - Formate: CD și LP                     | –       | –                  | –         | –                        | 10      |
| SunnyPsyOp - Lansat: 1 iulie 2003 - Format: CD                        | –       | –                  | 13        | –                        | –       |
| Devils in my Details - Lansat: November 4–5, 2008 - Format: CD and LP | –       | 18                 | 9         | –                        | 8       |
| unDeveloped - Lansat: 10 mai 2011 - Format: CD                        | –       | 27                 | 13        | 1                        | –       |

### Single-uri
- Cracker (CD single, includes QuickTime video for Cracker, 2001)
- Cracker/Pore (limited release clear vinyl single, May 2001)
- "Timebomb (Radio Edit)" (CD promotional single, 2009)
- "Welcome To Collidoskope" (self-released digital single, 2009)
- "Tragek" (self-released digital single, includes spoken word version of Tragek, 2010)